# БМВ във Формула 1
БМВ Заубер (предишно име: Заубер Ф1) е отбор от Формула 1. Негов създател и президент е Петер Заубер. През 2005 година тимът е закупен от автомобилния концерн БМВ и от 2006 година носи името БМВ Заубер.
Отборът е основан през 1970 година, първото му участие в Световния шампионат на Формула 1 е през 1993 година.
Преди да направи дебюта си във Формула 1, екипът на „Заубер“ участва повече от 20 години в различни автомобилни серии.

## БМВ Моторспорт
Германският автомобилен концерн БМВ се присъединява към Формула 1, като доставчик на двигатели през 1982 след което в разгара на Турбо ерата през 1987 решава да напусне надпреварата.
Завръщат се през 2000 като доставчици на двигатели за тима на Уилямс. Решават да създадат собствен тим и го правят през 2005 година, когато след края на сезона закупуват тима на Петер Заубер – Заубер Ф1.
Петер Заубер остава в „БМВ Заубер“ като консултант.
Първа Световна титла при пилотите във Формула 1 с двигател доставен от „БМВ“ печели трикратният Световен шампион от Формула 1 – Нелсън Пикет, през 1983 година с тима на Брабам-БМВ.